# Vedelago
Vedelago település Olaszországban, Veneto régióban, Treviso megyében. Lakosainak száma 16 427 fő (2023. január 1.). Vedelago Altivole, Castelfranco Veneto, Istrana, Piombino Dese, Resana, Trevignano, Montebelluna és Riese Pio X községekkel határos.

## Népesség
A település népességének változása:
| Lakosok száma | 16 865 | 16 781 | 16 427 |
|               | 2017   | 2018   | 2023   |